# Emmy Jülich
Emmy Jülich (auch Emmi Jülich; * 1. Januar 1901 in Köln; † 30. Juni 1985 in Hamburg) war eine deutsche Schauspielerin.

## Leben und Wirken
Die geborene Emmy Dieckmann erhielt ihre künstlerische Ausbildung in ihrer Heimatstadt Köln und spielte anschließend, in den 1920er Jahren, Theater in der deutschen Provinz. Im Dritten Reich erhielt sie Berufsverbot. Nach 1945 trat Emmy Jülich bis 1955 am Theater Dortmund auf, wo sie gestandene Frauen wie die Frau Vogl in Sturm im Wasserglas oder die Alexandrowna in Der letzte Walzer verkörperte. 1958 kam Emmy Jülich nach Hamburg und war dort viele Jahre lang Ensemblemitglied von Friedrich Schütters Jungem Theater. Später arbeitete die Kölnerin freiberuflich. Emmy Jülich hat auch Hörfunk gemacht und war in den 1960er Jahren mehrfach in Fernsehspielen zu sehen. Sie starb 1985 in ihrer Wahlheimat Hamburg.

## Filmografie
- 1956: Skandal um Dr. Vlimmen / Tierarzt Dr. Vlimmen
- 1964: So ein süßes kleines Biest
- 1965: Abenteuerliche Geschichten (Folge 1x09 Das zweite Gesicht)
- 1966: Intercontinental Express (Folge 1x03 Anschluß nach Karlsruhe)
- 1967: Ein Fall für Titus Bunge (Folge 1x11 Das Baby mit dem Leberfleck)
- 1967: Im Busch von Mexiko – Das Rätsel B. Traven
- 1968: Polizeifunk ruft (Folge 3x02 Die Sozialhelferin)
- 1968: Polizeirevier 21
- 1969: Kasper und die Honigdiebe